# Adílio Bertoncini
Adílio Bertoncini  (Orleans, 27 de janeiro de 1931 – Florianópolis, 19 de outubro de 2015) foi um político brasileiro.
Filho e Othilia Pizzolatti Bertoncini e de Manoel Bertoncini. Seu pai foi deputado estadual na Assembleia Legislativa de Santa Catarina.
Nas eleições de 7 de outubro de 1962 foi eleito suplente de deputado estadual, sendo convocado para o cargo na Assembleia Legislativa de Santa Catarina em 14 de outubro de 1963, integrando a 5ª legislatura (1963 — 1967).